# This Is Hyony
This Is Hyony – pierwszy japoński album Lee Jung-hyun. Znajdują się na nim piosenki z poprzednich albumów, które zostały przetłumaczone z języka koreańskiego na japoński.

## Lista utworów
1. ワ-come on- (Wa)
2. Heaven
3. Peace
4. ミチョ (Micho / Mich'yo)
5. タラダラ (Taradara / Dala Dala)
6. アリアリ (Ariari / Ari Ari)
7. DaTo ~パックォ~ (Ba Kkwo / Change)
8. GX 339-4
9. 夢 (Yume / Dream)
10. Passion ~情熱~ (Passion ~Jounetsu~)
11. Heavy world
12. Passion ~情熱~ (New York Remix) (Bonus Track)